# Pares
Pares, detsamma som förlamning, nedsatt kraft i en muskel eller muskelgrupp. Om förlamningen är total används ofta ordet paralys. En pares kan bero på sjukdom eller skada i förbindelsen mellan hjärnan och ryggmärgen ("central pares"), i förbindelsen mellan ryggmärgen och muskeln ("perifer pares" t.ex. paraplegi och tetraplegi) eller i själva muskeln.